# 495 a.C.
Il 495 a.C. (CDXCV a.C. in numeri romani) è un anno  del V secolo a.C.

## Eventi
- Roma:
  - Consoli romani: Publio Servilio Prisco Strutto, Appio Claudio Sabino Inregillense(mitico fondatore della gens Claudia)
- 15 maggio - Roma: consacrazione del tempio di Mercurio.

## Nati
- Efialte di Atene, politico ateniese († 461 a.C.)

## Morti
- Tarquinio il Superbo, re romano